# Barbara Read
Barbara Read (29 de diciembre de 1917 – 12 de diciembre de 1963) fue una actriz cinematográfica de origen canadiense, activa en los años 1930 y 1940. 

## Biografía

### Inicios
Nacida en Port Arthur, Ontario (Canadá), era también conocida como Barbara Reed. Mudada a California a mediados de los años 1930, Read consiguió su primer contrato cinematográfico, de seis meses, mientras vivía en Laguna Beach, California. Estaba viendo una película en Laguna cuando fue descubierta por un estudio, ofreciéndole hacer una prueba para la pantalla. Sin embargo, su inexperiencia hizo que no le dieran papeles, por lo que decidió unirse a la formación teatral Laguna Beach Players, con la que durante dos años representó una nueva obra cada mes.

### Carrera cinematográfica
A lo largo de su carrera Read actuó en 21 producciones cinematográficas. Su primera actuación fue como una de las chicas en la comedia de 1936 Three Smart Girls, en la cual trabajaban Deanna Durbin y Nan Grey. Desde 1937 hasta 1939, Read actuó en nueve películas, siendo la más destacable The Spellbinder, junto a Lee Tracy. Entre 1940 y 1948 trabajó en 11 películas. Su papel más recordado fue el de Margo Lane en tres películas de la serie La Sombra, en las que actuó junto a Kane Richmond. Ambos intérpretes formaron equipo en The Shadow Returns, Behind the Mask, y The Missing Lady, todas estrenadas en 1946. El último papel de Read corresponde al western de 1948 Coroner Creek, interpretado por Randolph Scott y Marguerite Chapman.

### Vida personal
En septiembre de 1936, Read se fugó a México para casarse con un joven artista llamado William Paul III, pero la pareja se divorció a los dos meses.
El 27 de diciembre de 1947 Read se casó con el agente artístico Bill Josephy en Santa Bárbara. Tuvieron dos hijos, Damon Josephy y Quentin Josephy. Su último marido fue el actor William Talman, con el que se casó en 1953, y con el que tuvo dos hijos: Barbie y William Whitney Talman III. La pareja se divorció el 23 de agosto de 1960. 
Barbara Read se suicidó el 12 de diciembre de 1963, en Laguna Beach, California, mediante inhalación de gas. Dejó una nota en la que explicaba que había tomado la decisión por culpa de su mala salud. Tenía 45 años de edad. Fue enterrada en el Cementerio Melrose Abbey Memorial Park, en Anaheim, California.

## Filmografía

### Cine
- 1936 : Three Smart Girls, de Henry Koster
- 1937 : The Mighty Treve, de Lewis D. Collins
- 1937 : Make Way for Tomorrow, de Leo McCarey
- 1937 : The Road Back, de James Whale
- 1937 : The Man Who Cried Wolf, de Lewis R. Foster
- 1937 : Merry Go Round of 1938, de Irving Cummings
- 1938 : Midnight Intruder, de Arthur Lubin
- 1938 : The Crime of Doctor Hallet, de S. Sylvan Simon
- 1939 : Sorority House, de John Farrow
- 1939 : The Spellbinder, de Jack Hively
- 1940 : Married and in Love, de John Farrow
- 1940 : Curtain Call, de Frank Woodruff
- 1942 : Too Many Women, de Bernard B. Ray
- 1942 : Rubber Racketeers, de Harold Young
- 1946 : The Shadow Returns, de Phil Rosen
- 1946 : Behind the Mask, de Phil Karlson
- 1946 : Death Valley, de Lew Landers
- 1946 : The Missing Lady, de Phil Karlson
- 1947 : Ginger, de Oliver Drake
- 1947 : Key Witness, de D. Ross Lederman
- 1948 : Coroner Creek, de Ray Enright

### Televisión
- 1951 : Racket Squad
  - Episodio The Bill of Sale Racket